# Kettős béta-bomlás
A kettős béta-bomlás radioaktív bomlási mód, melynek során az atommag egyszerre két béta-részecskét sugároz ki.

## Felfedezése
A kettős béta-bomlás ötletét először Maria Goeppert-Mayer vetette fel 1935-ben. 1937-ben Ettore Majorana elméletileg kimutatta, hogy a béta-bomlás elméletének minden eredménye változatlan marad, ha a neutrínó azonos a saját antirészecskéjével, azaz ha a neutrínó Majorana-részecske. Először Wendell H. Furry vetette fel 1939-ben, hogy amennyiben a neutrínó Majorana-részecske, akkor a kettős béta-bomlás neutrínó kibocsátása nélkül is végbemehet – ezt a folyamatot ma neutrínó nélküli béta-bomlásnak hívjuk.
Az 1930–40-es években a gyenge kölcsönhatás paritássértése még nem volt ismert, így az akkori számítások szerint a neutrínó nélküli béta-bomlásnak sokkal gyakoribbnak kellene lennie, mint a normális béta-bomlásnak (ha a neutrínó Majorana-részecske). Az előrejelzések szerint a felezési idők nagyságrendileg 1015–16 évnek adódtak. A folyamat laboratóriumi megfigyelésének próbálkozásai legalább 1948-ig vezethetők vissza, amikor Edward L. Fireman először kísérelte meg megmérni az 124Sn felezési idejét. Egészen kb. 1960-ig több más radiometrikus kísérletet is végeztek, ezek vagy negatív, vagy fals pozitív eredménnyel zárultak, melyeket nem sikerült újabb kísérletekkel megerősíteni. 1950-ben először határozták meg a 130Te felezési idejét geokémiai módszerekkel. Az eredmény – kb. 1,4·1021 év – meglehetősen közel van a jelenleg elfogadott értékhez.
1956-ban, miután a gyenge kölcsönhatás V-A természetét felismerték (V: vektor; A: axiálvektor), világossá vált, hogy a neutrínó nélküli kettős béta-bomlás felezési ideje jóval hosszabb lesz, mint a normál kettős béta-bomlásé. A kísérleti technikák 1960–70-es években bekövetkezett jelentős fejlődése ellenére a kettős béta-bomlást az 1980-as évekig nem figyelték meg laboratóriumi körülmények között, csak alsó korlátot tudtak adni a felezési időkre – ez kb. 1021 év. Geokémiai kísérletekben viszont kimutatták a 82Se és a 128Te kettős béta-bomlását.
Laboratóriumban kettős béta-bomlást közvetlenül először 1987-ben figyelt meg egy kutatócsoport Michael Moe vezetésével a UC Irvine-on, a 82Se esetén. Azóta számos közvetlen kísérletet végeztek, melyek több más nuklid esetén is kimutatták a hagyományos kettős béta-bomlást. Ezek egyike sem detektált azonban neutrínó nélküli folyamatot, ami a felezési idő alsó korlátját 1025 évre tolja ki. Geokémiai kísérleteket az 1990-es évek végéig folytattak, ezek néhány további nuklidra is pozitív eredménnyel zárultak. A kettős béta-bomlás az ismert legritkább fajta radioaktív bomlás, 2012-ben csak 12 ilyen nuklid volt ismert (beleértve a 130Ba-at is, melynek kettős elektronbefogását 2001-ben figyelték meg), és ezek mindegyikének az átlagos élettartama több, mint 1018 év (lásd a táblázatot).

## Hagyományos kettős béta-bomlás
A kettős béta-bomlás során az atommagban két neutron protonná alakul két elektron és két elektron-antineutrínó kibocsátása közben. A folyamat két negatív béta-bomlás összegének tekinthető. (Kettős) Béta-bomlás csak akkor mehet végbe, ha a termékmag kötési energiája nagyobb, mint a kiindulási atommagé. Néhány atommag, például a germánium-76 esetében az eggyel nagyobb rendszámú mag kötési energiája kisebb, ezért egyszeres béta-bomlás nem játszódhat le. A kettővel nagyobb rendszámú szelén-76 atommag kötési energiája azonban nagyobb, ami lehetővé teszi a kettős béta-bomlást.
Néhány mag esetén a folyamat két protonnak neutronná történő átalakulásával zajlik, két elektronneutrínó kibocsátása és két héjelektron befogása közben (kettős elektronbefogás). Ha a szülő- és a leánymag között a tömegkülönbség nagyobb, mint 1,022 MeV/c² (két elektrontömeg), akkor másik bomlási mód is elképzelhető, nevezetesen egy elektron befogása és egy pozitron kibocsátása. Ha a tömegkülönbség meghaladja a 2,044 MeV/c² értéket (négy elektrontömeg), akkor két pozitron kibocsátása is lehetséges. Ezeket az elméletileg lehetséges kettős béta-bomlási módokat még nem figyelték meg.

## Az ismert kettős béta-bomló nuklidok listája
35 természetben előforduló nuklid létezik, melyeknél felléphet kettős béta-bomlás, kísérletileg azonban csak tizenegy esetben figyeltek meg kétneutrínós kettős béta-bomlást.
Elméletileg számos nuklid képes kettős béta- és más bomlási módokra is. A legtöbb esetben azonban a kettős béta-bomlás olyan ritkán következik be, hogy az egyéb sugárzások között szinte lehetetlen megfigyelni. Radiokémiai módszerekkel azonban megmérték az (egyben alfa-sugárzó) 238U kettős béta-bomlási sebességét – e bomlás révén 238Pu keletkezik. Az alábbi listában szereplő 48Ca és 96Zr egyszeres béta-bomlásra is képes, de ez a bomlástípus itt rendkívül visszaszorult és még soha nem figyelték meg.
Az alábbi táblázat a kísérletileg meghatározott felezési idejű nuklidok információit tartalmazza. Az eredmények a 2012 decemberi ismereteket tükrözik. Csak a legújabb közvetlen (számlálásos) eredmények (DIR) vannak megadva, ha ismertek ilyenek. Más esetekben a geokémiai (GEO) becslés van feltüntetve. Az első hibaérték a statisztikus hiba, a második a rendszeres hiba.
| Nuklid | Felezési idő, 1021 év             | Átmenet | Módszer | Kísérlet       |
| ------ | --------------------------------- | ------- | ------- | -------------- |
| 48Ca   | 0,044+0,005−0,004 ± 0,004         |         | DIR     | NEMO-3         |
| 76Ge   | 1,74 ± 0,01 +0,18−0,16            |         | DIR     | DOERR          |
| 82Se   | 0,096 ± 0,003 ± 0,010             |         | DIR     | NEMO-3         |
| 96Zr   | 0,0235 ± 0,0014 ± 0,0016          |         | DIR     | NEMO-3         |
| 100Mo  | 0,00711 ± 0,00002 ± 0,00054       |         | DIR     | NEMO-3         |
| 100Mo  | 0,69+0,10−0,08 ± 0,07             | 0+→ 0+1 | DIR     | Ge coincidence |
| 116Cd  | 0,028 ± 0,001 ± 0,003             |         | DIR     | NEMO-3         |
| 128Te  | 7200 ± 400                        |         | GEO     |                |
| 130Te  | 0,7 ± 0,09 ± 0,11                 |         | DIR     | NEMO-3         |
| 136Xe  | 2,38 ± 0,02 ± 0,14                |         | DIR     | KamLAND-Zen    |
| 150Nd  | 0,00911+0,00025−0,00022 ± 0,00063 |         | DIR     | NEMO-3         |
| 238U   | 2,0 ± 0,6                         |         | GEO     |                |

## Neutrínó nélküli kettős béta-bomlás

A neutrínó nélküli kettős béta-bomlás Feynman-gráfja: két neutron két protonná bomlik. Ebben a folyamatban csak két elektron lép ki, ami akkor történhet meg, ha a neutrínó és az antineutrínó ugyanaz a részecske (azaz Majorana-neutrínó), mert így ugyanaz a neutrínó a magon belül emittálódhat és el is nyelődhet. A szokványos kettős béta-bomlás során a két elektronon kívül két antineutrínó – mindkét W csúcsból (vertexből) egy-egy – is kilép a magból. A neutrínó nélküli kettős béta-bomlás észlelése ezért nagyon érzékeny vizsgálati módszer annak megállapítására, hogy a neutrínók Majorana-részecskék-e.

Az előző pontban leírt folyamatot kétneutrínós kettős béta-bomlásnak is nevezik, mivel ennek során két neutrínó (vagy antineutrínó) lép ki. Ha a neutrínó Majorana-részecske (azaz ha az antineutrínó és a neutrínó valójában ugyanaz a részecske), és legalább az egyik típusú neutrínó tömege nullától eltérő (amit igazoltak a neutrínóoszcillációs kísérletek), akkor lehetséges a neutrínó nélküli kettős béta-bomlás. Ezen bomlástípus legegyszerűbb elméleti tárgyalásában (könnyűneutrínó-csere) a két neutrínó lényegében megsemmisíti egymást (annihiláció), vagy, ami ezzel azonos, a mag egyik nukleonja által kibocsátott neutrínót elnyeli egy másik nukleon.
A diagramon látható neutrínók virtuális részecskék. A végső állapotban csak két elektront tekintve ezek teljes mozgási energiája nagyjából megfelelne a mag végső és kezdeti kötési energiájának különbségével (a rendelkezésre álló energia maradéka a mag visszalökődésére fordítódik). A két elektron az impulzusmegmaradás miatt nagyon jó közelítéssel egymással ellentétes irányba lép ki.
A bomlási sebesség (közelítőleg):
{\displaystyle \Gamma =~~~~{G|M|^{2}|m_{\beta \beta }|^{2}},}
ahol {\displaystyle G} a kéttest fázisfaktor, {\displaystyle M} a magmátrix eleme és mββ az úgynevezett effektív Majorana-neutrínótömeg, melynek értéke:
{\displaystyle m_{\beta \beta }=\sum _{i=1}^{3}m_{i}U_{ei}^{2}.}
Utóbbi kifejezésben mi a neutrínótömeg (az i-edik tömeg-sajátállapotban), Uei pedig a
Pontecorvo–Maki–Nakagawa–Sakata-(PMNS)-mátrix elemei. Következésképp a neutrínó nélküli kettős béta-bomlás megfigyelése azon túl, hogy igazolná a neutrínó Majorana-természetét, a neutrínó abszolút tömegének nagyságáról is információt szolgáltatna, és esetleg további információt adna a neutrínó tömeghierarchiáról és a PNMS-mátrixban megjelenő Majorana-fázisról is.

### Kísérletek
Számos kísérletet végeztek a neutrínó nélküli kettős béta-bomlás felfedezése céljából. Néhány utóbbi és tervezett jövőbeli kísérlet:
- Befejezett kísérletek:
  - Gotthard TPC
  - Heidelberg-Moscow
  - IGEX
  - NEMO1, 2 és 3
- Adatgyűjtési fázisban lévő kísérletek:
  - COBRA
  - CUORICINO Archiválva 2009. február 6-i dátummal a Wayback Machine-ben és CUORE Archiválva 2013. december 8-i dátummal a Wayback Machine-ben
  - DCBA
  - EXO
  - GERDA
  - MOON
  - KamLAND-Zen Archiválva 2013. március 11-i dátummal a Wayback Machine-ben
- Tervezett kísérletek:
  - CANDLES és XMASS a Kamioka Observatoryban
  - MAJORANA
  - NEXT[halott link]
  - SNO+
  - SuperNEMO

### Ellentmondás a Heidelberg–Moszkva együttműködéssel
A Heidelberg–Moszkva együttműködés 2001-ben közölt adatai korlátot állítanak fel a germánium-76 neutrínó nélküli béta-bomlására. A felezési idő alsó határára 1,9·1025 évet kaptak, míg a neutrínó tömegének felső határára 0,3–0,6 eV értéket becsültek. Ugyanebben az évben azonban az együttműködésben részt vevő kutatók egy csoportja azt állította, hogy – 1,5·1025 éves felezési idővel – ténylegesen megfigyelték a neutrínó nélküli béta-bomlást, ami alapján a neutrínó tömege körülbelül 0,4 eV. Az állítást az együttműködés más tagjai és más fizikusok is kritizálták. 2006-ban ugyanazok a kutatók egy pontosított becslést publikáltak, mely szerint a felezési idő 2,3·1025 év. Ez az érték javított adatkezelési eljárásokon, valamint a hosszabb megfigyelési idő alatt gyűjtött adatokon alapult.
A 2012-es állapot szerint a helyzet nem egyértelmű, de a várakozások szerint a jövőben a további, érzékenyebb kísérletek fel fogják oldani ezt az ellentmondást.

## Fordítás
Ez a szócikk részben vagy egészben  a   Double beta decay című angol Wikipédia-szócikk ezen változatának fordításán alapul.  Az eredeti cikk szerkesztőit annak laptörténete sorolja fel. Ez a jelzés csupán a megfogalmazás eredetét és a szerzői jogokat jelzi, nem szolgál a cikkben szereplő információk forrásmegjelöléseként.